# Lawrence Tierney

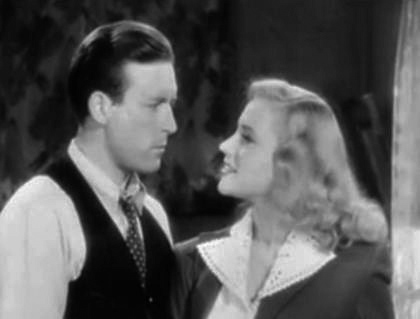
Tierney (l.) im Film Jagd auf Dillinger aus dem Jahr 1945

Lawrence James Tierney (* 15. März 1919 in Brooklyn; † 26. Februar 2002 in Los Angeles) war ein US-amerikanischer Schauspieler. Er war vornehmlich als Darsteller von Gangstern bekannt und geriet auch selbst häufig mit dem Gesetz in Konflikt.

## Biografie
Lawrence Tierney wurde fünf Jahre vor seinen Brüdern Gerard Kenneth Tierney und Edward Tierney in Brooklyn, einem Stadtteil von New York City, geboren. Seine Eltern waren Lawrence (Polizist) und Mary Tierney (starb durch Suizid). Er war ein guter Schüler, der die Boy’s High School in Brooklyn besuchte und ein Stipendium für das Manhattan College erhielt. Tierney verließ das College, um sich als Wanderarbeiter zu betätigen. So bekam er einen Job als Katalog-Model.
Anfang der 1940er Jahre begann Tierney, als Theaterdarsteller zu arbeiten und erhielt anschließend einen Vertrag bei der Filmgesellschaft RKO. Er bekam zunächst Nebenrollen, etwa in dem Horrorfilm The Ghost Ship (1943) und dem Teenager-Drama Youth Runs Wild (1944), die beide von Val Lewton produziert wurden. Einem breiten amerikanischen Publikum wurde Tierney erstmals durch seine Darstellung des John Dillinger in dem Film Jagd auf Dillinger bekannt, das für ein B-Movie unerwartete Popularität entwickelte. Aufgrund seines Erfolges in diesem Film bekam er von RKO zahlreiche Rollen als harter Kerl oder Verbrecher, darunter zweimal als Gesetzloser Jesse James in den Western Badman’s Territory (Land der Banditen) und Best of the Badmen (Der Rächer). Weiter verkörperte er den Mörder im Film noir Born to Kill, einen Soziopathen in The Devil Thumbs a Ride und einen Berufsverbrecher in The Hoodlum.
Da Tierney, wie in seinen Filmrollen, zum Genuss von reichlich Alkohol und körperlicher Gewalt neigte, kam er des Öfteren mit dem Gesetz in Konflikt und war so ein regelmäßiger Gast im Gefängnis von Los Angeles. Sein Schauspielkollege Robert Mitchum, der 1948 wegen illegalem Drogenbesitzes dort einsaß, sagte zu den Wärtern: “We’re keeping Lawrence Tierney’s cell warm for ya.” („Wir halten Lawrence Tierneys Zelle für euch warm.“)
1952 wirkte Tierney in Cecil B. DeMilles Oscar-prämiertem Film Die größte Schau der Welt mit. Im Verlaufe der Dekade kam Tierney aber immer seltener zu guten Filmrollen. Das versuchte er mit einigen Gastauftritten in Serien auszugleichen. Nach seiner Mitwirkung im Drama Ein Kind wartet (1963) von John Cassavetes zog Tierney nach Europa, wo er jedoch wiederum Schwierigkeiten mit dem Gesetz bekam. In den späten 1960ern, als er nach New York zurückgekehrt war, hielt er sich mit Gelegenheitsjobs, beispielsweise als Barmann, über Wasser. 1973 war er in eine Schlägerei verwickelt und 1975 wurde er im Zusammenhang mit dem Suizid einer Frau von der Polizei vernommen.
Dennoch gelang es Tierney, seine schauspielerischen Qualitäten in weiteren Filmen unter Beweis zu stellen. So war er 1971 in Otto Premingers Film So gute Freunde (Such Good Friends), 1977 in Andy Warhols Bad oder 1981 in der Komödie Arthur – Kein Kind von Traurigkeit zu sehen. Nach einer Entziehungskur kehrte er 1983 nach Hollywood zurück, um seine Karriere ernsthaft wiederzubeleben und arbeitete regelmäßig für Fernseh- und Kinoproduktionen.
Neben einer wiederkehrenden Nebenrolle in der NBC-Produktion Polizeirevier Hill Street war Tierney auch in Raumschiff Enterprise: Das nächste Jahrhundert zu sehen und spielte einen Sheriff in dem Fernsehfilm Dillinger von 1991. Seine wahrscheinlich bekannteste Altersrolle verkörperte er 1992, als Superhirn „Joe Cabot“ in Quentin Tarantinos Reservoir Dogs – Wilde Hunde. Tierney blieb bis etwa zur Jahrtausendwende als Schauspieler tätig.
Tierney verstarb im Februar 2002 an einer Lungenentzündung. Er hatte zwei jüngere Brüder Gerald und Edward Tierney, beide ebenfalls Schauspieler. Sein Neffe ist der Filmregisseur und Schauspieler Michael Tierney. Er hatte drei Kinder, darunter eine Tochter Elizabeth.

## Filmografie (Auswahl)
- 1943: Gildersleeve on Broadway
- 1943: Government Girl
- 1943: The Ghost Ship
- 1944: Seven Days Ashore
- 1944: The Falcon Out West
- 1944: Youth Runs Wild
- 1945: Stahlgewitter (Back to Bataan)
- 1945: Birthday Blues
- 1945: Jagd auf Dillinger (Dillinger)
- 1945: Mama Loves Papa
- 1945: Sing Your Way Home
- 1945: Those Endearing Young Charms
- 1946: Badman’s Territory
- 1946: San Quentin
- 1946: Step by Step
- 1947: Born to Kill
- 1947: The Devil Thumbs a Ride
- 1948: Bodyguard
- 1950: Ohne Skrupel (Shakedown)
- 1951: Der Rächer (Best of the Badmen)
- 1951: … jetzt wird abgerechnet (The Bushwhackers)
- 1951: The Hoodlum
- 1952: Kill or Be Killed
- 1952: Die größte Schau der Welt (The Greatest Show on Earth)
- 1954: The Man Behind the Badge (Fernsehserie, eine Folge)
- 1954: The Steel Cage
- 1955: Female Jungle
- 1956: Singing in the Dark
- 1959: Gnadenlose Stadt (Naked City) (Fernsehserie, eine Folge)
- 1959: Kein Fall für FBI (The Detectives) (Fernsehserie, eine Folge)
- 1960: Adventures in Paradise (Fernsehserie, eine Folge)
- 1960: Der Mann mit der Kamera (Man with a Camera) (Fernsehserie, eine Folge)
- 1960: Peter Gunn (Fernsehserie, eine Folge)
- 1961: Follow the Sun (Fernsehserie, eine Folge)
- 1961: The Barbara Stanwyck Show (Fernsehserie, eine Folge)
- 1962: Bus Stop (Fernsehserie, eine Folge)
- 1962: The Lloyd Bridges Show (Fernsehserie, eine Folge)
- 1963: Ein Kind wartet (A Child Is Waiting)
- 1963: The Alfred Hitchcock Hour (Fernsehserie, eine Folge)
- 1966: Naked Evil
- 1967: Ein Tag zum Kämpfen (Custer of the West)
- 1968: Assassino senza volto
- 1971: So gute Freunde (Such Good Friends)
- 1975: Abduction
- 1977: Bad (Andy Warhol’s Bad)
- 1979: Bloodrage
- 1979: Nur die Pflanze war Zeuge (The Kirlian Witness)
- 1980: Gloria, die Gangsterbraut (Gloria)
- 1981: Arthur – Kein Kind von Traurigkeit (Arthur)
- 1981: Forke des Todes (The Prowler)
- 1982: Midnight
- 1984: Fame – Der Weg zum Ruhm (Fame, Fernsehserie, eine Folge)
- 1984: Nothing Lasts Forever
- 1984: Terrible Joe Moran
- 1985–1987: Polizeirevier Hill Street (Hill Street Blues, Fernsehserie, sieben Folgen)
- 1985: Die Ehre der Prizzis (Prizzi’s Honor)
- 1985: Remington Steele (Fernsehserie, eine Folge)
- 1985: Der Werwolf von Tarker Mills (Silver Bullet)
- 1985: Tales from the Darkside (Fernsehserie, eine Folge)
- 1986: Murphys Gesetz (Murphy’s Law)
- 1987: The Offspring
- 1987: The Slap Maxwell Story (Fernsehserie, eine Folge)
- 1987: Harte Männer tanzen nicht (Tough Guys Don’t Dance)
- 1988: Hunter (Fernsehserie, eine Folge)
- 1988: Raumschiff Enterprise: Das nächste Jahrhundert (Star Trek: The Next Generation, Fernsehserie, eine Folge)
- 1988: Die nackte Kanone (The Naked Gun: From the Files of Police Squad!)
- 1989: The Horror Show
- 1990: Why me? – Warum gerade ich? (Why Me?)
- 1991: Anthony III (The Runestone)
- 1991: Dillinger – Staatsfeind Nr. 1 (Dillinger)
- 1991: Equal Justice (Fernsehserie, eine Folge)
- 1991: Seinfeld (Fernsehserie, eine Folge)
- 1991: Stadt der Hoffnung (City of Hope)
- 1991: The Death Merchant
- 1991: Wizards of the Demon Sword
- 1992: Eddie Presley
- 1992: Reservoir Dogs – Wilde Hunde (Reservoir Dogs)
- 1993: L.A. Law – Staranwälte, Tricks, Prozesse (L.A. Law, Fernsehserie, eine Folge)
- 1993: Palm Beach-Duo (Silk Stalkings, Fernsehserie, eine Folge)
- 1993: Red
- 1993: Teenage Lolita – Verlockende Unschuld (Casualties of Love: The Long Island Lolita Story)
- 1994: Junior
- 1994: Tödliche Gelüste (A Kiss Goodnight)
- 1995: American Hero
- 1995: Pointman (Fernsehserie, eine Folge)
- 1995: Portrait in Red
- 1995: Starstruck
- 1995: Die Simpsons (The Simpsons, Fernsehserie, eine Folge, Sprechrolle)
- 1996: 2 Tage in L. A. (2 Days in the Valley)
- 1996: Christmas in Oz
- 1996: Emergency Room – Die Notaufnahme (ER) (Fernsehserie, eine Folge)
- 1996: Toto Lost in New York
- 1996: Who Stole Santa?
- 1997: American Hero
- 1997: EZ Streets (Fernsehserie, eine Folge)
- 1997: Star Trek: Deep Space Nine (Fernsehserie, eine Folge)
- 1998: Armageddon – Das jüngste Gericht (Armageddon)
- 1998: Fatal Passion
- 1998: Southie
- 2000: Evicted